# Bolt Thrower
Bolt Thrower a fost o formație de death metal din Coventry, Anglia. Trupa a fost fondată în 1986, primul album fiind lansat în 1988 de către casa de discuri Vinyl Solution. In activitatea lor, au lansat 8 albume de studio, 3 EP-uri, un album în concert și 2 demo.
Pe data de 14 decembrie 2016 trupa a anunțat desființarea sa, urmare a decesului membrului trupei, toboșarul Martin Kearns, care a murit în 2015.